# Sincronització d'Einstein
La sincronització d'Einstein (o sincronització de Poincaré–Einstein) és una convenció per sincronitzar rellotges en diferents llocs mitjançant intercanvis de senyals. Aquest mètode de sincronització va ser utilitzat pels telègrafs a mitjans del segle XIX.  però va ser popularitzada per Henri Poincaré i Albert Einstein, que la van aplicar als senyals lluminosos i van reconèixer el seu paper fonamental en la teoria de la relativitat. El seu valor principal és per a rellotges dins d'un únic sistema de referència inercial.

## Einstein
Segons la recepta d'Albert Einstein de 1905, s'envia un senyal lluminós en el moment {\displaystyle \tau _{1}} del rellotge 1 al rellotge 2 i immediatament enrere, p. ex. mitjançant un mirall. La seva hora d'arribada al rellotge 1 és {\displaystyle \tau _{2}}. Aquesta convenció de sincronització configura el rellotge 2 de manera que l'hora {\displaystyle \tau _{3}} de la reflexió del senyal es defineix com a  {\displaystyle \tau _{3}=\tau _{1}+{\tfrac {1}{2}}(\tau _{2}-\tau _{1})={\tfrac {1}{2}}(\tau _{1}+\tau _{2}).}La mateixa sincronització s'aconsegueix transportant un tercer rellotge del rellotge 1 al rellotge 2 "lentament" (és a dir, considerant el límit a mesura que la velocitat de transport tendeix a zero). La literatura tracta molts altres experiments mentals per a la sincronització de rellotges que donen el mateix resultat.
El problema és si aquesta sincronització realment aconsegueix assignar una etiqueta de temps a qualsevol esdeveniment de manera coherent. Per això, cal trobar les condicions en què:
a. Els rellotges, un cop sincronitzats, romanen sincronitzats.
b. 1. La sincronització és reflexiva, és a dir, qualsevol rellotge es sincronitza amb si mateix (es satisfà automàticament).
2. La sincronització és simètrica, és a dir, si el rellotge A està sincronitzat amb el rellotge B, aleshores el rellotge B es sincronitza amb el rellotge
3. La sincronització és transitiva, és a dir, si el rellotge A està sincronitzat amb el rellotge B i el rellotge B està sincronitzat amb el rellotge C, aleshores el rellotge A es sincronitza amb el rellotge C.
Si el punt (a) es compleix, té sentit dir que els rellotges estan sincronitzats. Donat (a), si (b1) – (b3) es compleixen, la sincronització ens permet construir una funció de temps global t. Els segments t = const. s'anomenen "porcions de simultaneïtat".
Einstein (1905) no va reconèixer la possibilitat de reduir (a) i (b1) – (b3) a propietats físiques de la propagació de la llum fàcilment verificables (vegeu més avall). En comptes d'això, simplement va escriure: " Suposem que aquesta definició de sincronisme està lliure de contradiccions i és possible per a qualsevol nombre de punts; i que les relacions següents (és a dir, b2 – b3) són universalment vàlides ".
Max von Laue va ser el primer a estudiar el problema de la consistència de la sincronització d'Einstein. Ludwik Silberstein va presentar un estudi similar, tot i que va deixar la majoria de les seves afirmacions com un exercici per als lectors del seu llibre de text sobre relativitat.  Els arguments de Max von Laue van ser reprès per Hans Reichenbach,  i van trobar una forma definitiva en una obra d'Alan Macdonald. La solució és que la sincronització d'Einstein satisfà els requisits anteriors si i només si es compleixen les dues condicions següents:
- Sense desplaçament cap al vermell : si des del punt A s'emeten dos flaixos separats per un interval de temps Δt tal com ho registra un rellotge a A, aleshores arriben a B separats pel mateix interval de temps Δt tal com ho registra un rellotge a B.
- Condició d'anada i tornada de Reichenbach : si un feix de llum s'envia sobre el triangle ABC, començant des de A i reflectit per miralls a B i C, el seu temps d'arribada de tornada a A és independent de la direcció seguida (ABCA o ACBA).

Un cop sincronitzats els rellotges, es pot mesurar la velocitat unidireccional de la llum. Tanmateix, les condicions prèvies que garanteixen l'aplicabilitat de la sincronització d'Einstein no impliquen que la velocitat de la llum unidireccional resulti ser la mateixa a tot el marc de referència. Considera
Condició d'anada i tornada de Laue-Weyl : el temps que triga un feix de llum a recórrer un camí tancat de longitud L és L/c, on L és la longitud del camí i c és una constant independent del camí.
Un teorema (l'origen del qual es pot rastrejar fins a von Laue i Hermann Weyl)  estableix que la condició d'anada i tornada de Laue-Weyl es compleix si i només si la sincronització d'Einstein es pot aplicar de manera consistent (és a dir, (a) i (b1) – (b3) es compleixen) i la velocitat unidireccional de la llum respecte als rellotges així sincronitzats és una constant en tot el sistema de referència. La importància de la condició de Laue-Weyl rau en el fet que el temps que s'hi esmenta només es pot mesurar amb un rellotge; per tant, aquesta condició no depèn de convencions de sincronització i es pot comprovar experimentalment. De fet, s'ha verificat experimentalment que la condició d'anada i tornada de Laue-Weyl es compleix al llarg d'un sistema de referència inercial.
Com que no té sentit mesurar una velocitat unidireccional abans de la sincronització de rellotges distants, els experiments que afirmen una mesura de la velocitat unidireccional de la llum sovint es poden reinterpretar com la verificació de la condició d'anada i tornada de Laue-Weyl.
La sincronització d'Einstein només sembla tan natural en sistemes de referència inercials. Hom pot oblidar fàcilment que només és una convenció. En sistemes de referència rotatoris, fins i tot en la relativitat especial, la no-transitivitat de la sincronització d'Einstein disminueix la seva utilitat. Si el rellotge 1 i el rellotge 2 no es sincronitzen directament, sinó mitjançant una cadena de rellotges intermedis, la sincronització depèn del camí escollit. La sincronització al voltant de la circumferència d'un disc giratori dóna una diferència de temps no nul·la que depèn de la direcció utilitzada. Això és important en l'efecte Sagnac i la paradoxa d'Ehrenfest. El sistema de posicionament global té en compte aquest efecte.
Una discussió substancial sobre el convencionalisme de la sincronització d'Einstein es deu a Hans Reichenbach. La majoria dels intents de negar la convencionalitat d'aquesta sincronització es consideren refutats, amb la notable excepció de l'argument de David Malament, que es pot derivar de la demanda d'una relació simètrica de connectivitat causal. Si això resol la qüestió és discutit.

## Història: Poincaré
Algunes característiques de la convencionalitat de la sincronització van ser discutides per Henri Poincaré.  El 1898 (en un article filosòfic) va argumentar que la suposició de la velocitat uniforme de la llum en totes direccions és útil per formular lleis físiques d'una manera senzilla. També va demostrar que la definició de simultaneïtat d'esdeveniments en diferents llocs és només una convenció. Basant-se en aquestes convencions, però dins del marc de la teoria de l'èter, ara superada, Poincaré va proposar el 1900 la convenció següent per definir la sincronització del rellotge: 2 observadors A i B, que es mouen en l'èter, sincronitzen els seus rellotges mitjançant senyals òptics. A causa del principi de la relativitat, creuen que estan en repòs en l'èter i assumeixen que la velocitat de la llum és constant en totes direccions. Per tant, només han de considerar el temps de transmissió dels senyals i després creuar les seves observacions per examinar si els seus rellotges són síncrons.
El 1904, Poincaré va il·lustrar el mateix procediment de la manera següent:
Imagineu dos observadors que volen ajustar els seus rellotges mitjançant senyals òptics; intercanvien senyals, però com que saben que la transmissió de la llum no és instantània, tenen cura de creuar-los. Quan l'estació B percep el senyal de l'estació A, el seu rellotge no hauria de marcar la mateixa hora que el de l'estació A en el moment d'enviar el senyal, sinó que aquesta hora hauria d'estar augmentada per una constant que representa la durada de la transmissió. Suposem, per exemple, que l'estació A envia el seu senyal quan el seu rellotge marca l'hora 0, i que l'estació B el percep quan el seu rellotge marca l'hora 𝑡. Els rellotges s'ajusten si la lentitud igual a t representa la durada de la transmissió, i per verificar-ho, l'estació B envia al seu torn un senyal quan el seu rellotge marca 0; aleshores l'estació A l'hauria de percebre quan el seu rellotge marca 𝑡. Aleshores, els rellotges s'ajusten. I de fet marquen la mateixa hora al mateix instant físic, però amb la condició que les dues estacions estiguin fixes. Altrament, la durada de la transmissió no serà la mateixa en els dos sentits, ja que l'estació A, per exemple, es mou cap endavant per trobar-se amb la pertorbació òptica que emana de B, mentre que l'estació B fuig davant la pertorbació que emana de A. Els rellotges ajustats d'aquesta manera no marcaran, per tant, l'hora real; marcaran el que es pot anomenar hora local, de manera que un d'ells serà més lent que l'altre.